# Janusz Urban
Janusz Edward Urban (ur. 19 listopada 1930 w Baranówce, zm. 7 września 2019 w Lublinie) – polski dermatolog, prof. dr hab. n. med..

## Życiorys
Syn Franciszka i Małgorzaty. Uzyskał stopień doktora habilitowanego, a potem otrzymał nominację profesorską. Objął stanowisko profesora nadzwyczajnego w Katedrze i Klinice Dermatologii, Wenerologii i Dermatologii Dziecięcej na I Wydziale Lekarskim z Oddziałem Stomatologicznym Uniwersytetu Medycznego w Lublinie.
Był członkiem Związku Polskich Artystów Fotografików.

## Odznaczenia
- Złoty Krzyż Zasługi[1]

## Publikacje
- 2005: Ocena stężenia IL-15 w osoczu krwi obwodowej pacjentów z łuszczycą[2]
- 2006: Serum pancreatic lipase [EC 3.1.1.3] activity serum lipid profile and peripheral blood dendritic cell populations in normolipidemic males with psoriasis[2]
- 2006: Łuszczyca błony śluzowej jamy ustnej i narządów płciowych[2]